# Klöden
Klöden ist ein Ortsteil der Stadt Jessen (Elster) im Landkreis Wittenberg in Sachsen-Anhalt (Deutschland). Vor dem 1. Januar 2011 war Klöden eine eigenständige Gemeinde, die der Verwaltungsgemeinschaft Elbaue-Fläming angehörte.

## Geografie
Klöden liegt ca. 12 km westlich von Jessen an der Elbe. Als ein Ortsteil der Gemeinde ist ausgewiesen: Rettig.

## Geschichte
965 wurde die Ortschaft erstmals urkundlich erwähnt.
Am 21. Juli 981 schenkte Otto II. den Ort, der damals im Gau Nizizi in der Grafschaft Diemars lag, gemeinsam mit Pretzsch dem  Kloster Memleben.
Bis 1439 war das Schloss Klöden in Besitz Apel Vitzthum des Älteren zu Roßla, welcher als „böser Rat“ Herzog Wilhelms von Sachsen und Mitverantwortlicher am sogenannten Sächsischen Bruderkrieg (1446–1451) eine bedeutende Rolle spielte. Danach gelangte das Schloss im Tausch gegen Lichtenwalde (bei Chemnitz) an die meißnische Adelsfamilie von Honsberg, die es über mehrere Jahrzehnte behalten sollte.
Durch eine Begradigung der Elbe bei Klöden 1774 verlor der Ort den direkten Zugang zu den westlich der Elbe gelegenen Grundstücken. Diese Nachteile konnten auch durch die angelegte neue Elbfähre nicht behoben werden.
Im Jahr 1935 wurde der Ortsname von Clöden in Klöden umgewandelt.
Am 1. Mai 1974 wurde die Gemeinde Schützberg eingegliedert. Am 15. März 1990 wurde Schützberg ausgegliedert und wieder selbstständig.

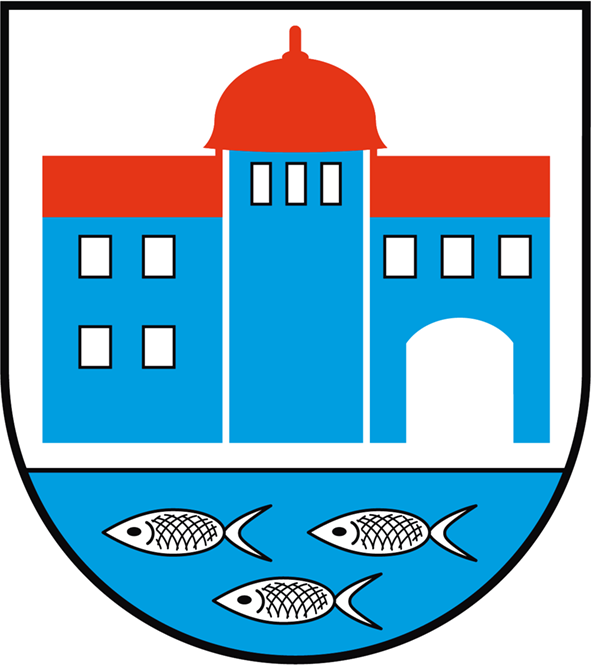
Wappen von Klöden

Am 1. Januar 2011 wurde Klöden in die Stadt Jessen (Elster) eingegliedert.

## Politik

### Wappen
Blasonierung: „In Silber über blauen mit drei (2:1) Fischen belegten Schildfuß ein blaues Schloß mit Mittelturm und Seitenflügeln, roten Dächern, offenen Fenstern und einem offenen Tor im linken Seitenflügel.“
Das Wappen, das Klöden auch nach der Eingemeindung als Symbol kommunaler Selbstdarstellung führt, wurde 1995 vom Kommunalheraldiker Jörg Mantzsch gestaltet und ins Genehmigungsverfahren geführt. Es knüpft an ein zuvor in Gewohnheitsrecht geführtes Wappen an. Während das Gebäude das örtliche Schloss symbolisiert, verweist der blaue Schildfuß mit den Fischen auf die Lage zur nahe gelegenen Elbe.
Die Farben der Gemeinde sind: Blau-Weiß

### Flagge
Klöden führt eine zweistreifige Flagge, deren erster (mastseitiger) Streifen blau und deren zweiter Streifen weiß sind. Bei der quergestreiften Flagge ist der obere Streifen blau und der untere Streifen weiß. Mittig aufgesetzt ist das Wappen.

## Kultur und Sehenswürdigkeiten

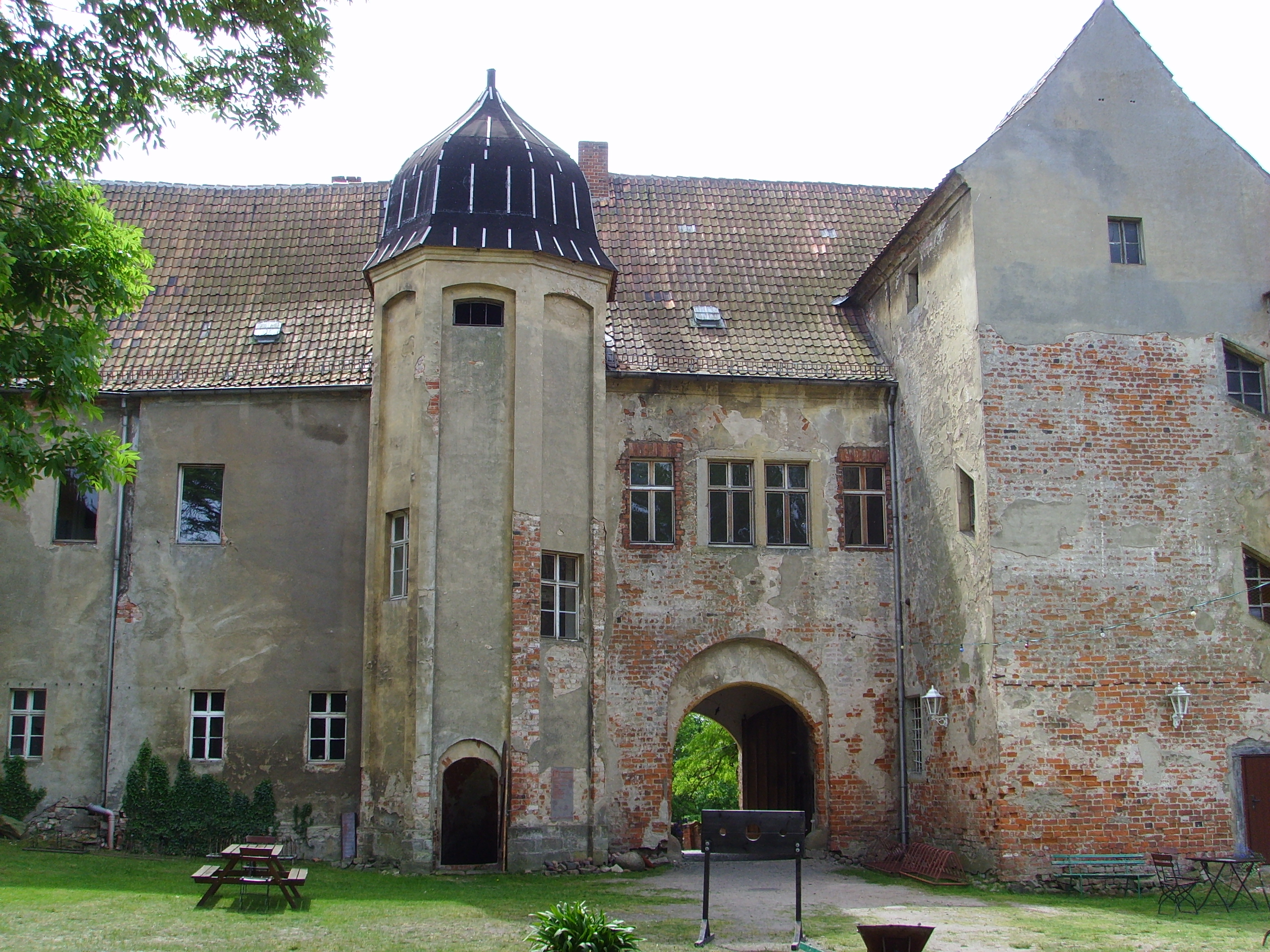
Burg Klöden

Die Burg Klöden wird von einem Verein betrieben. Die evangelische Kirche Zum heiligen Kreuz ist seit dem Mittelalter als Wallfahrtsort überliefert.

## Wirtschaft und Infrastruktur

### Verkehr
Zur Bundesstraße 187, die Jessen und Wittenberg verbindet, sind es in nordöstlicher Richtung 12 km.

## Persönlichkeiten
- Christian Ernst von Kanne (1617–1677), Rittergutsbesitzer
- Karl Gottlob Clausnitzer (* 1. Juli 1714 in Rosenthal b. Pirna; † 22. Oktober 1788), Theologe, Superintendent in Cloeden
- Moritz Trautmann (1842–1920), Anglist und Professor an der Universität Bonn
- Gottwalt Weber (1869–1934), Märchenschriftsteller